# Chemnitz
Chemnitz (w latach 1953–1990 Karl-Marx-Stadt) – miasto na prawach powiatu w południowo-wschodnich Niemczech, w Saksonii, nad rzeką Chemnitz, u podnóża Rudaw. Po Lipsku i Dreźnie trzecie co do wielkości miasto Saksonii.

## Nazwa
Pierwsza wzmianka o miejscowości w formie locus Kameniz pochodzi z 1143 roku. Nazwa miasta została ponowiona od nazwy rzeki Chemnitz, która pochodzi z kolei od starołużyckiej nazwy *Kamenica, utworzonej przez dodanie przyrostka -ica do słowa *kameń ‘kamień’.
W latach 1953–1990 miasto nosiło nazwę Karl-Marx-Stadt na cześć Karla Marxa – niemieckiego filozofa i działacza politycznego, jednego z najważniejszych teoretyków i ideologów socjalizmu.
Dawniej stosowaną polską nazwą była Kamienica Saska.

## Podział administracyjny
Miasto Chemnitz dzieli się na 39 części miejscowości (Stadtteil):
| - Adelsberg - Altchemnitz - Altendorf - Bernsdorf - Borna-Heinersdorf - Ebersdorf - Einsiedel - Erfenschlag - Euba - Furth | - Gablenz - Glösa-Draisdorf - Grüna - Harthau - Helbersdorf - Hilbersdorf - Hutholz - Kapellenberg - Kappel - Kaßberg | - Klaffenbach - Kleinolbersdorf-Altenhain - Lutherviertel - Markersdorf - Mittelbach - Morgenleite - Rabenstein - Reichenbrand - Reichenhain - Röhrsdorf | - Rottluff - Schloßchemnitz - Schönau - Siegmar - Sonnenberg - Stelzendorf - Wittgensdorf - Yorckgebiet - Zentrum |

## Historia
W 1136 roku cesarz Lotar III lokował na terenie obecnego miasta klasztor benedyktynów, który w roku 1143 otrzymał przywilej targowy. W pobliżu na rzece Chemnitz, Fryderyk I Barbarossa lokował osadę o charakterze miejskim. Ze względu na rosnącą stale liczbę ludności osadę już wkrótce przeniesiono na podmokłe tereny w głąb doliny, które w ciągu kolejnych dziesięcioleci stopniowo osuszano. W pierwszej połowie XIII wieku powstały mury miejskie z czterema bramami i furtą. Do 1308 Chemnitz było wolnym miastem, następnie przeszło pod panowanie Wettynów. Nadany przez nich monopol na wybielanie płócien z całego terytorium Marchii Miśnieńskiej zapewnił miastu rozkwit i dobrobyt przez kolejne stulecia. Ważną rolę w życiu gospodarczym grodu odgrywało ponadto hutnictwo.

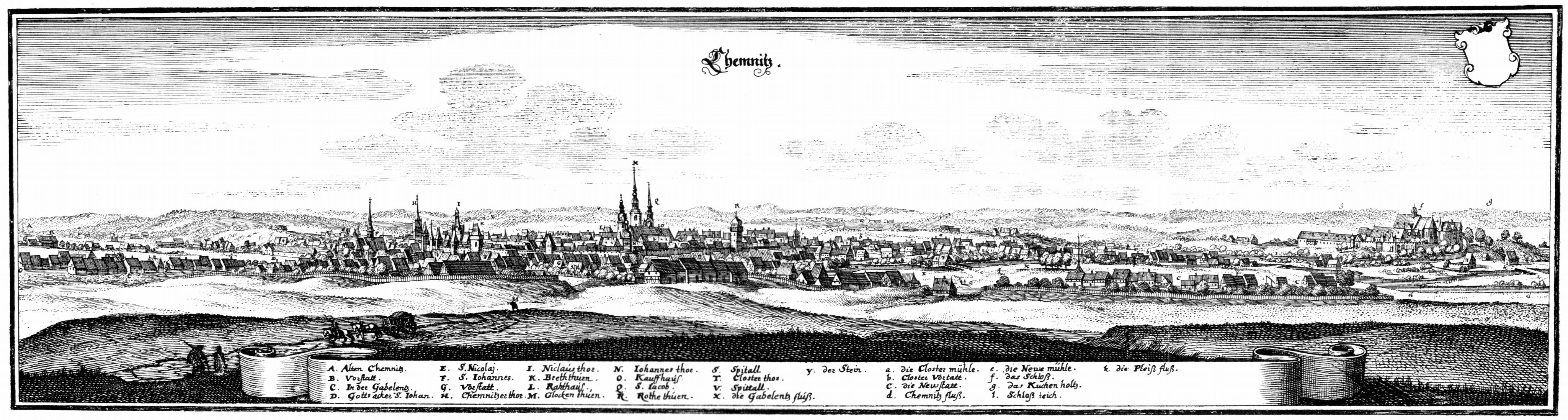
Chemnitz w XVII wieku

W roku 1539 w mieście wprowadzono reformację. Pod rządami Georgiusa Agricoli, niemieckiego humanisty, lekarza i mineraloga, który w latach 1546–1555 sprawował urząd burmistrza, Chemnitz było ważnym ośrodkiem humanizmu. Bujny rozwój miasta wyhamowały liczne klęski w XVII wieku: zaraza w latach 1612 i 1613, wielki pożar w 1631 oraz wojna trzydziestoletnia. 14 kwietnia 1639 miała tu miejsce bitwa, w której Szwedzi odnieśli zwycięstwo nad Saksonią. W ich wyniku liczba ludności spadła z 5500 do 3000. Część zabudowy została zniszczona, a miasto popadło w długi.
W początkach XVIII wieku Chemnitz osiągnęło ponownie stan zaludnienia sprzed wieku, miasto ucierpiało jednak ponownie w wyniku III wojny północnej oraz wojny siedmioletniej, podczas których było wielokrotnie plądrowane przez obce wojska i obciążane kontrybucjami.

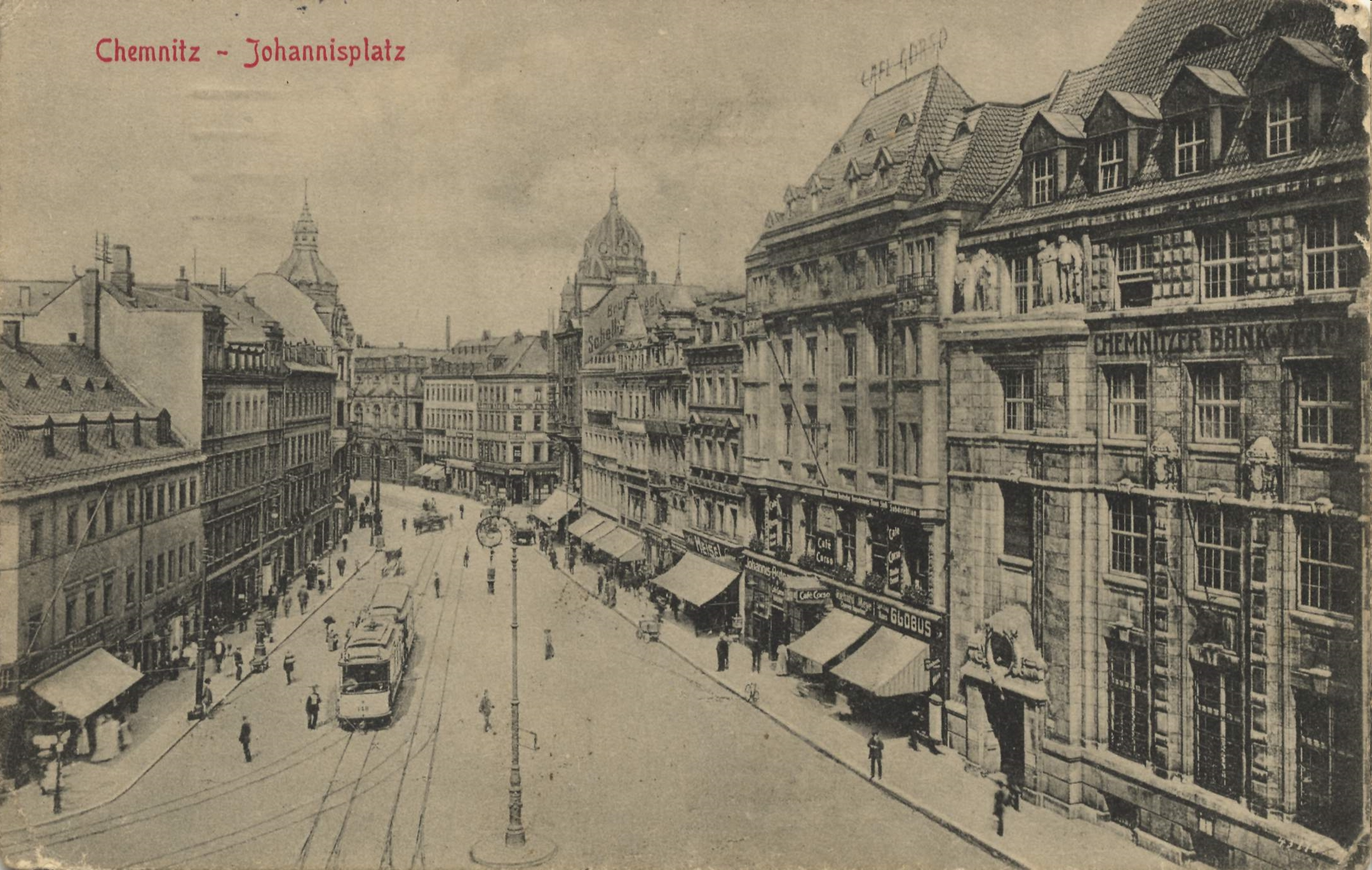
Chemnitz (1914)

Po 1800 roku Chemnitz stało się ważnym ośrodkiem przemysłowym, przede wszystkim włókienniczym. Za ojca włókiennictwa w tym regionie uważa się Johanna Esche, który rozpoczął produkcję rajstop i skarpet na szeroką skalę, stosując najnowsze techniki i francuskie maszyny. Region wokół Chemnitz zaczęto nazywać „Saksońskim Manchesterem”. W 1871 Chemnitz znalazło się w granicach Niemiec. W 1893 w mieście zaczęły kursować tramwaje elektryczne. W latach 1906–1909 wzniesiono gmach opery, a w 1907–1911 Nowy Ratusz.
W czasie II wojny światowej miasto zostało silnie zniszczone wskutek nalotów. W maju 1945 zostało zajęte przez wojska Związku Radzieckiego, po czym znalazło się w obrębie radzieckiej strefy okupacyjnej Niemiec, z której w 1949 utworzono NRD. Od 1952 stolica okręgu. W latach 1953–1990 miasto nosiło nazwę Karl-Marx-Stadt (Miasto Karola Marksa). Miasto było czwartym najludniejszym w NRD po Berlinie Wschodnim, Lipsku i Dreźnie.
Przed zjednoczeniem Niemiec z 1990 roku miasto liczyło 313,8 tys. mieszkańców (w roku 1987). Od 1990 Chemnitz stanowi część odtworzonego Wolnego Kraju Saksonia.

## Zabytki
- Stary Ratusz z 1486 roku, renesansowy
- Nowy Ratusz z 1907 roku, secesyjny
- Wieża Czerwona (Roter Turm) z XIII w.
- Zamek Klaffenbach z lat 1543–1548, renesansowy. Zamek otoczony wodą
- Słupy pocztowe z 1723 r. z monogramem króla Polski Augusta II Mocnego (AR – Augustus Rex – Król August): milowy i ćwierćmilowy w Röhrsdorf oraz ćwierćmilowe w Schloßchemnitz i Klaffenbach
- Zamek Rabenstein(inne języki) z XII w.
- Pałac Rabenstein z XVIII w., barokowy
- Kamienica Siegerta (Siegerthaus) z lat 1737–1741, barokowa
- Kościół św. Jakuba(inne języki) z lat 1350–1360, gotycki, halowy
- Willa Eschego z lat 1902–1903, secesyjna, architekt: Henry van de Velde
- Gmach opery z 1919 r.
- Hala targowa(inne języki) z 1891 r.
- Kościół św. Piotra z 1888 r., neogotycki, luterański
- Kościół św. Marka z 1895 r., neogotycki, luterański
- Kościół św. Jana Nepomucena z 1955 r., rzymskokatolicki
- Kościół św. Michała(inne języki) z ok. 1889 r., neogotycki, luterański
- Dom towarowy z lat 1929–1930
- Pałac Kultury z 1950 r., socrealistyczny

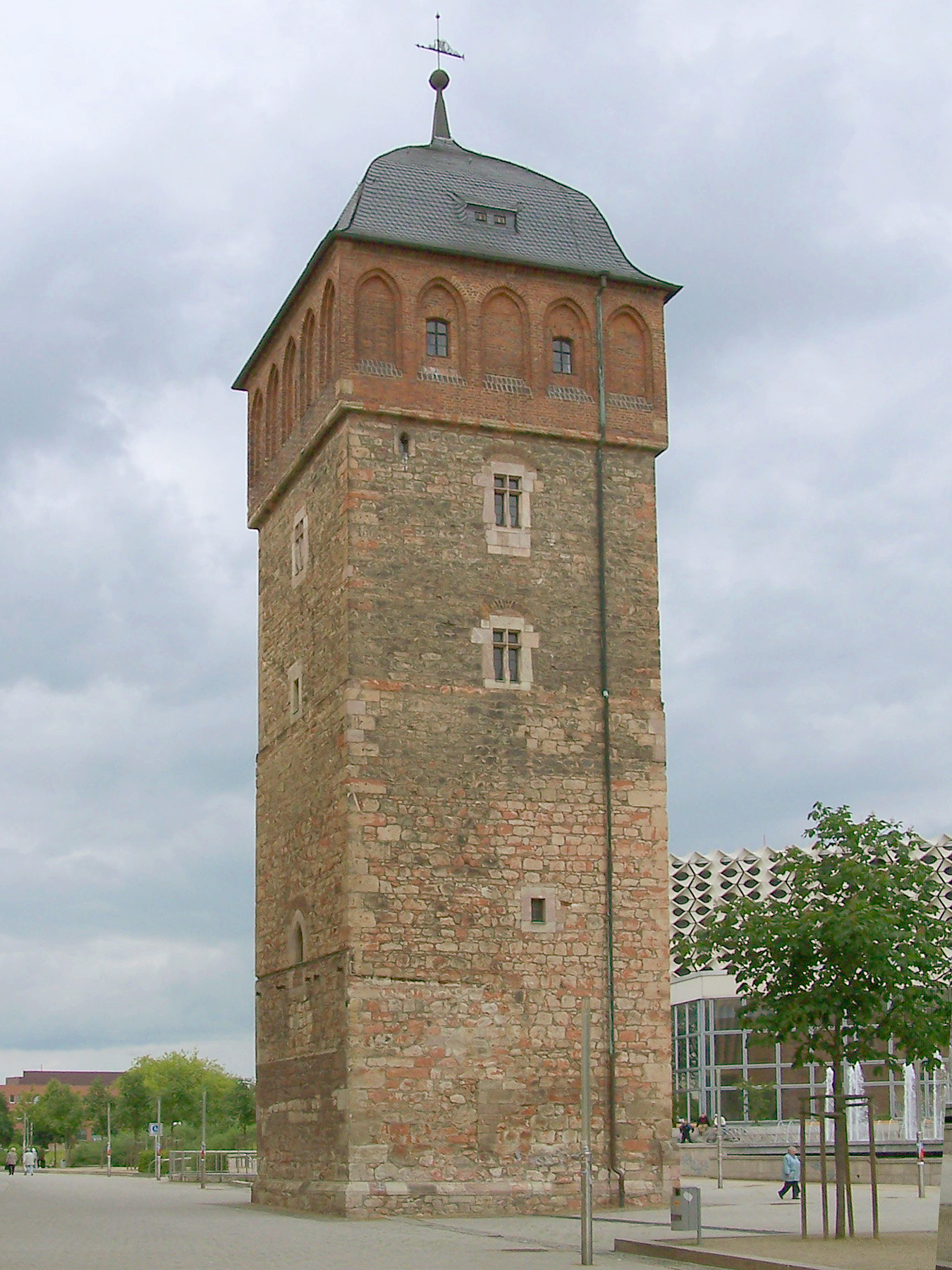
Wieża Czerwona
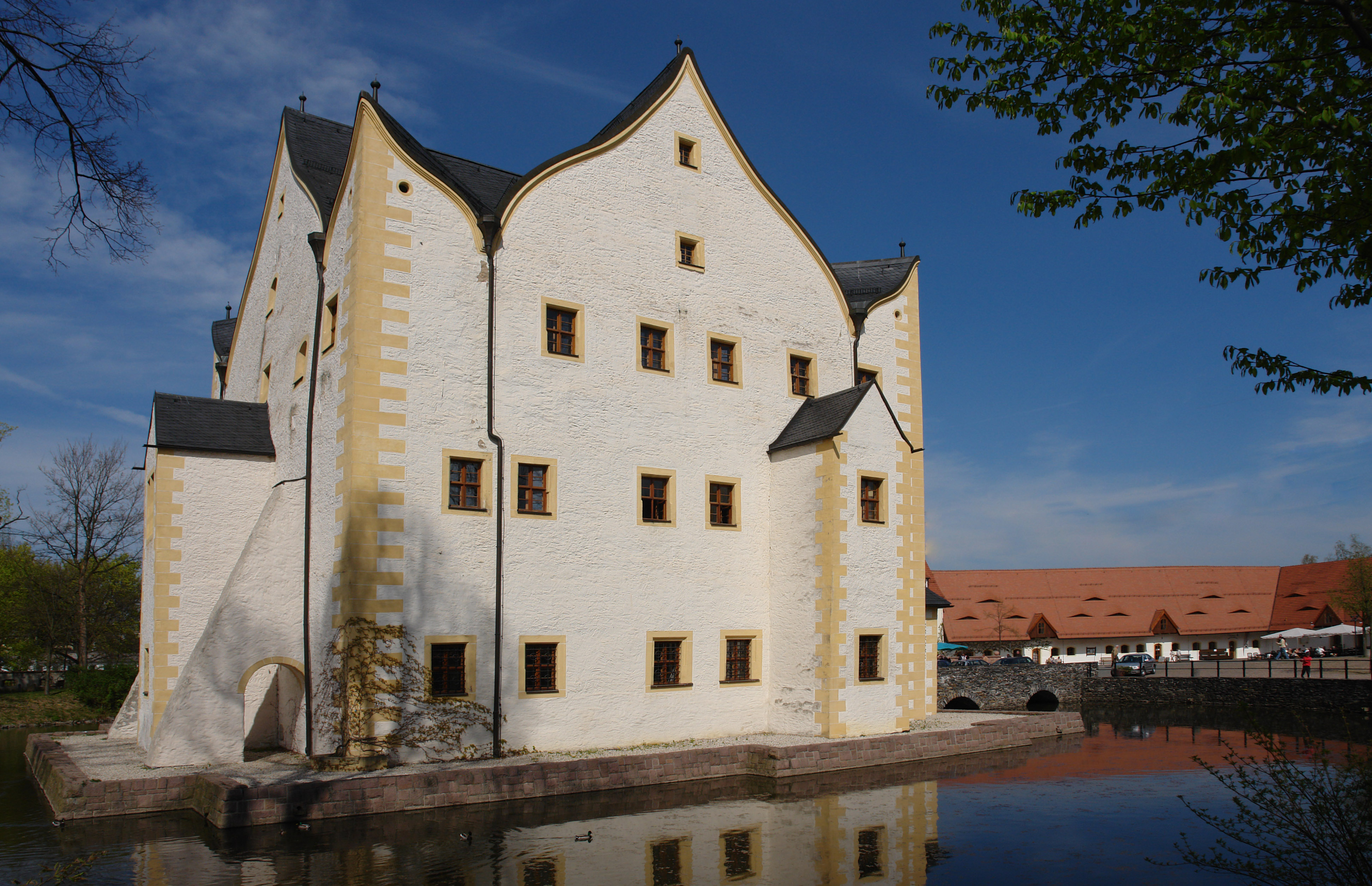
Zamek Klaffenbach
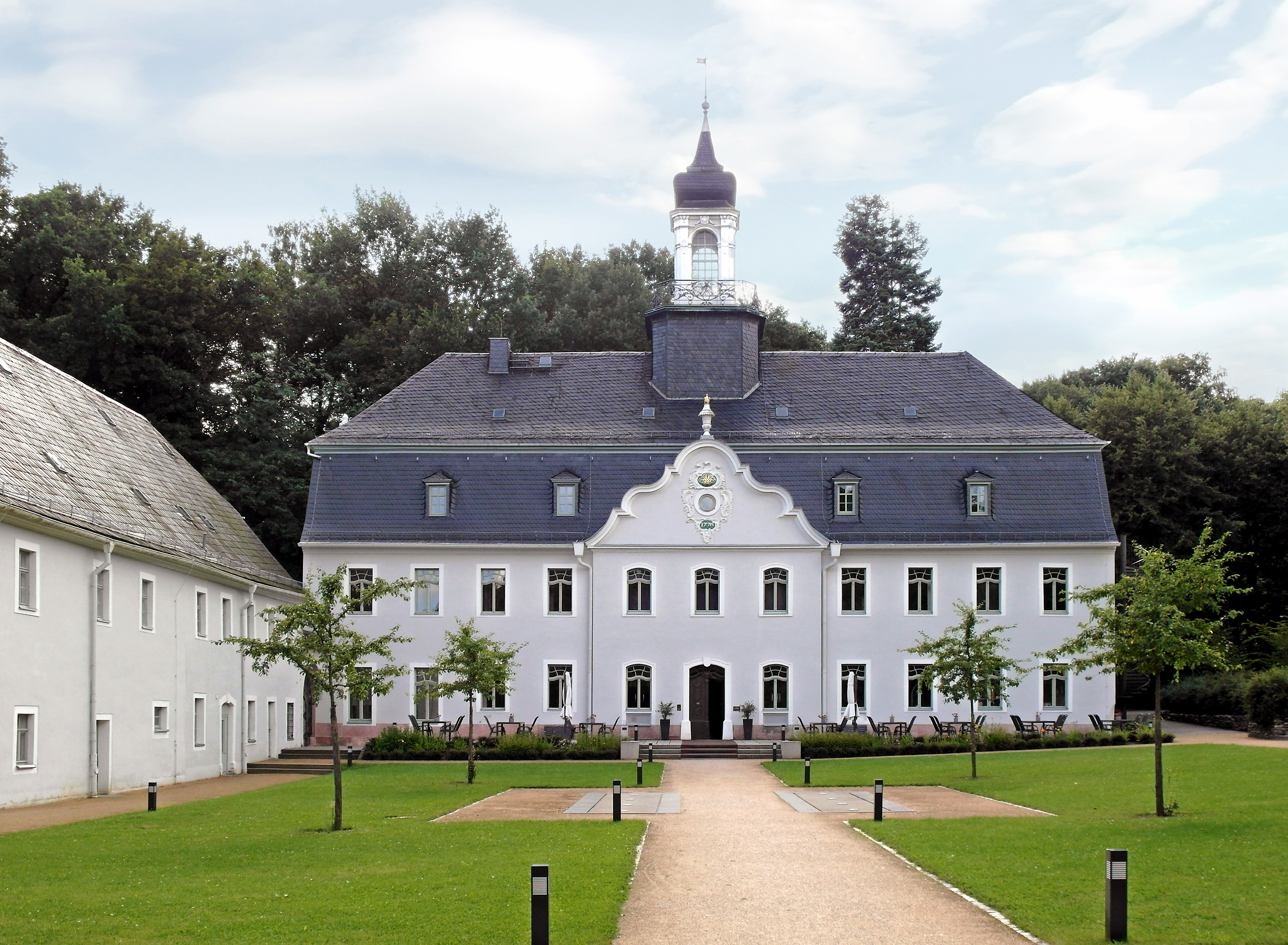
Pałac Rabenstein
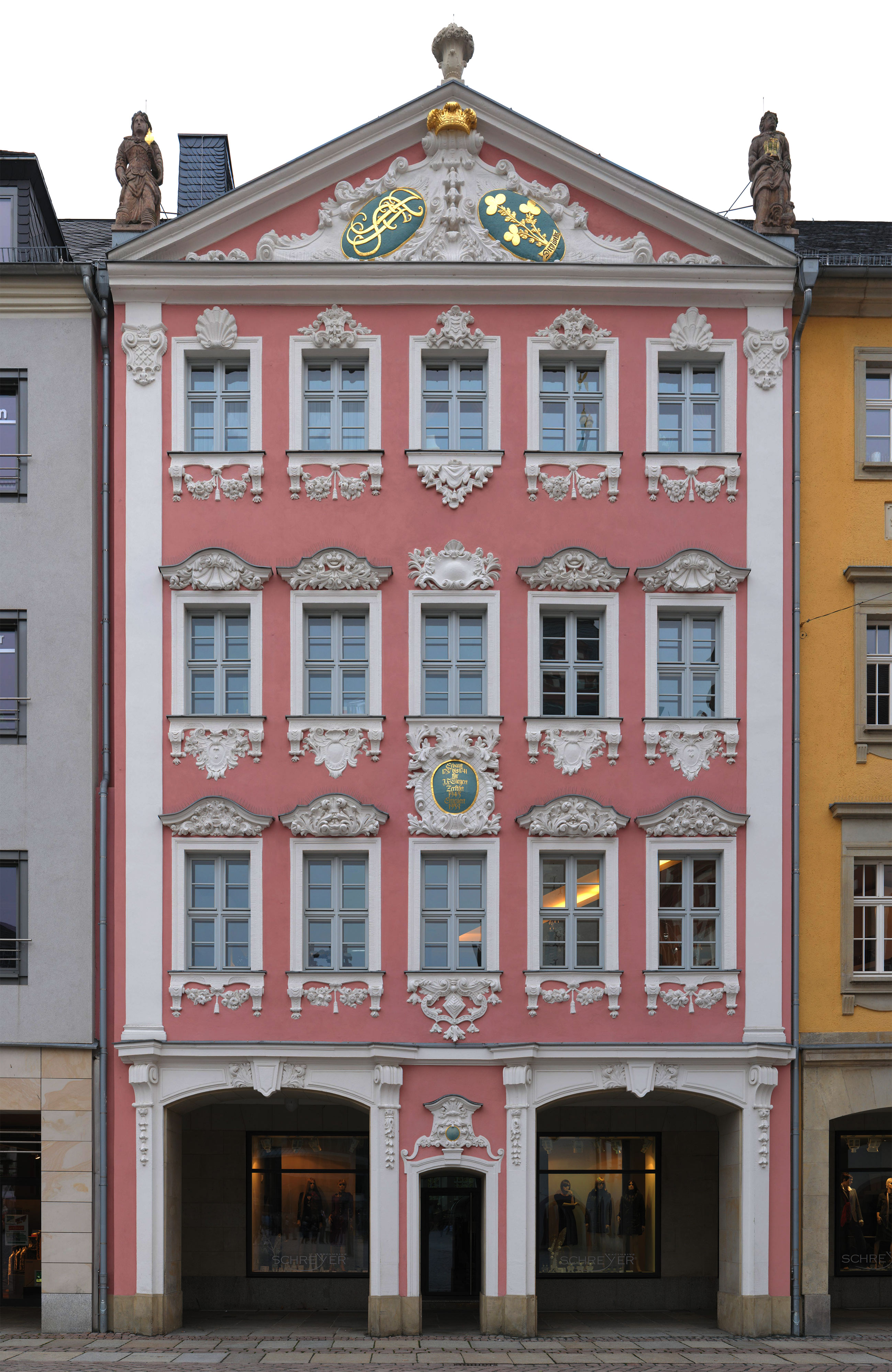
Kamienica Siegerta
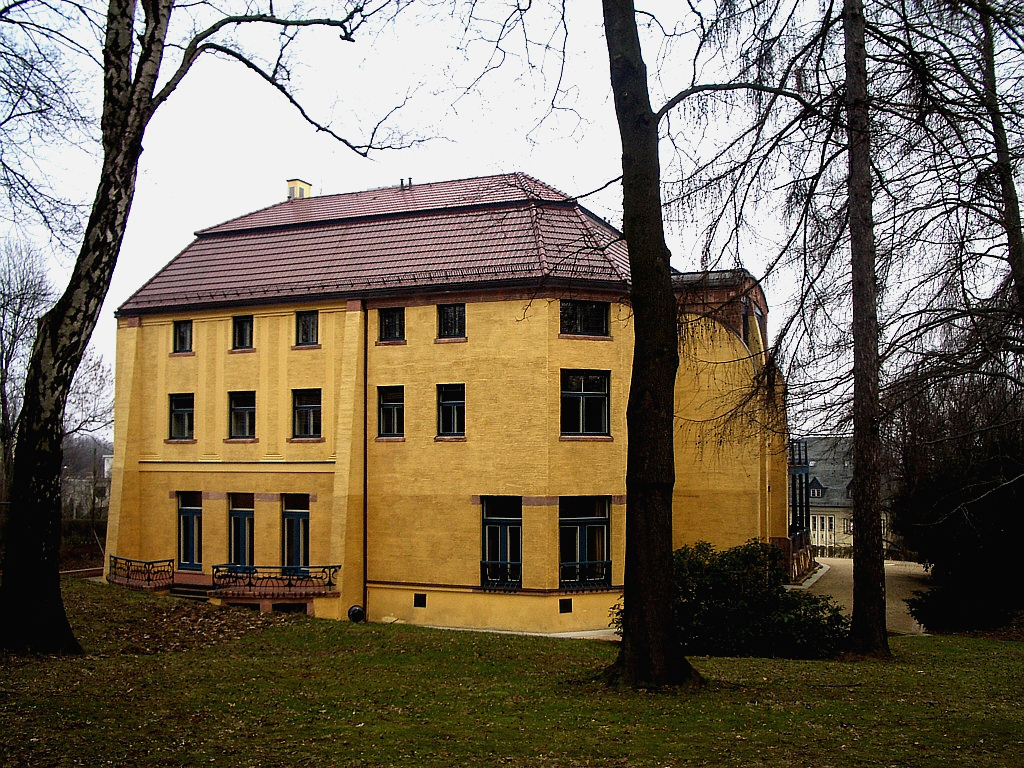
Willa Eschego, widok od strony ogrodu

## Demografia
Zmiany populacji miasta od 1450 do 2014 roku:

Najwyższą populację miasto osiągnęło w 1930 roku – 361 200 mieszkańców. Po 1990 miasto się stopniowo wyludnia. Według oficjalnych danych niemieckich liczba mieszkańców w 2014 roku (243 521) jest porównywalna z liczbą z 1905 roku (244 927).
Według danych z 2012 roku najliczniejsze grupy obcokrajowców pochodzą z Ukrainy, Rosji, Wietnamu, Węgier, Chin i Czech (od 300 do 1100 osób).

## Transport

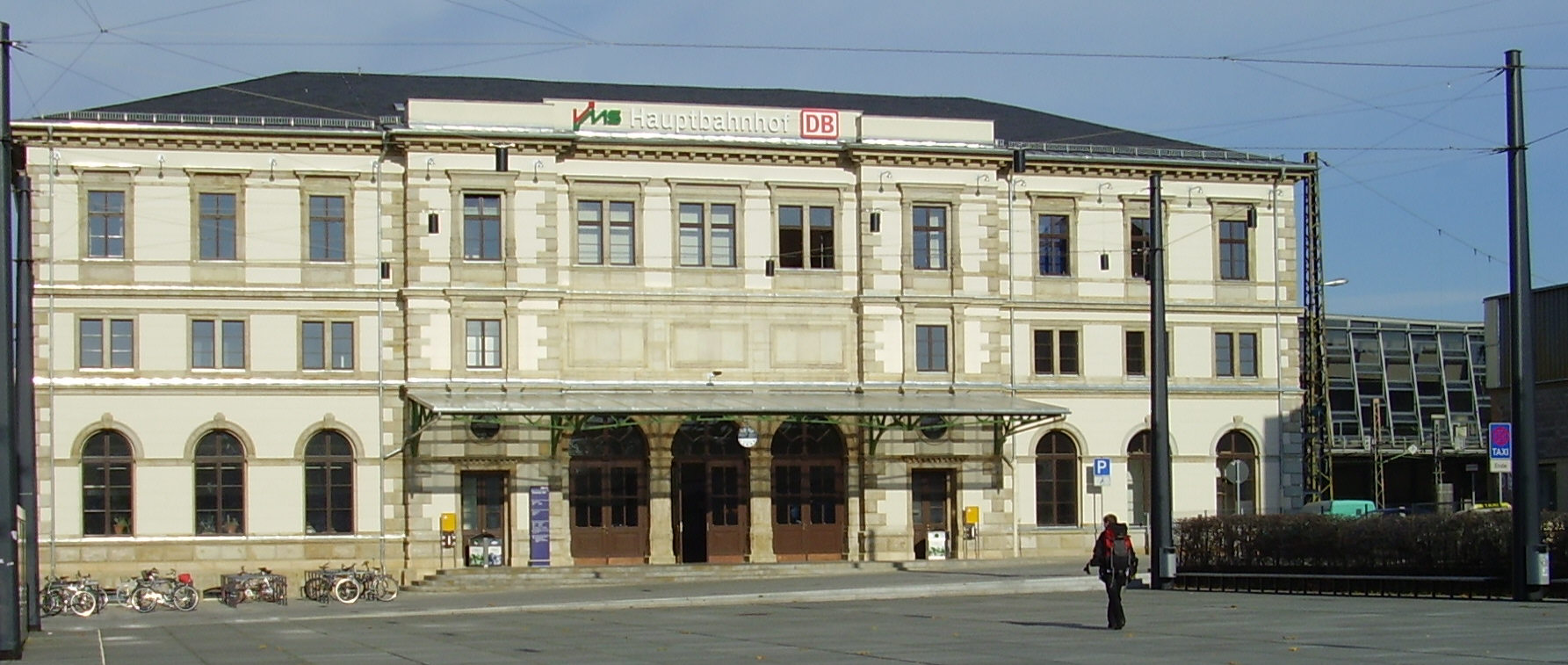
Dworzec kolejowy Chemnitz Hauptbahnhof

- stacje kolejowe: Chemnitz Hauptbahnhof, Chemnitz-Schönau, Chemnitz-Siegmar, Chemnitz Mitte, Chemnitz Süd i in.
- komunikacja tramwajowa
- porty lotnicze: Altenburg-Nobitz, Drezno, Lipsk/Halle

## Sport
- Chemnitzer FC – klub piłkarski

## Współpraca
Miejscowości partnerskie:

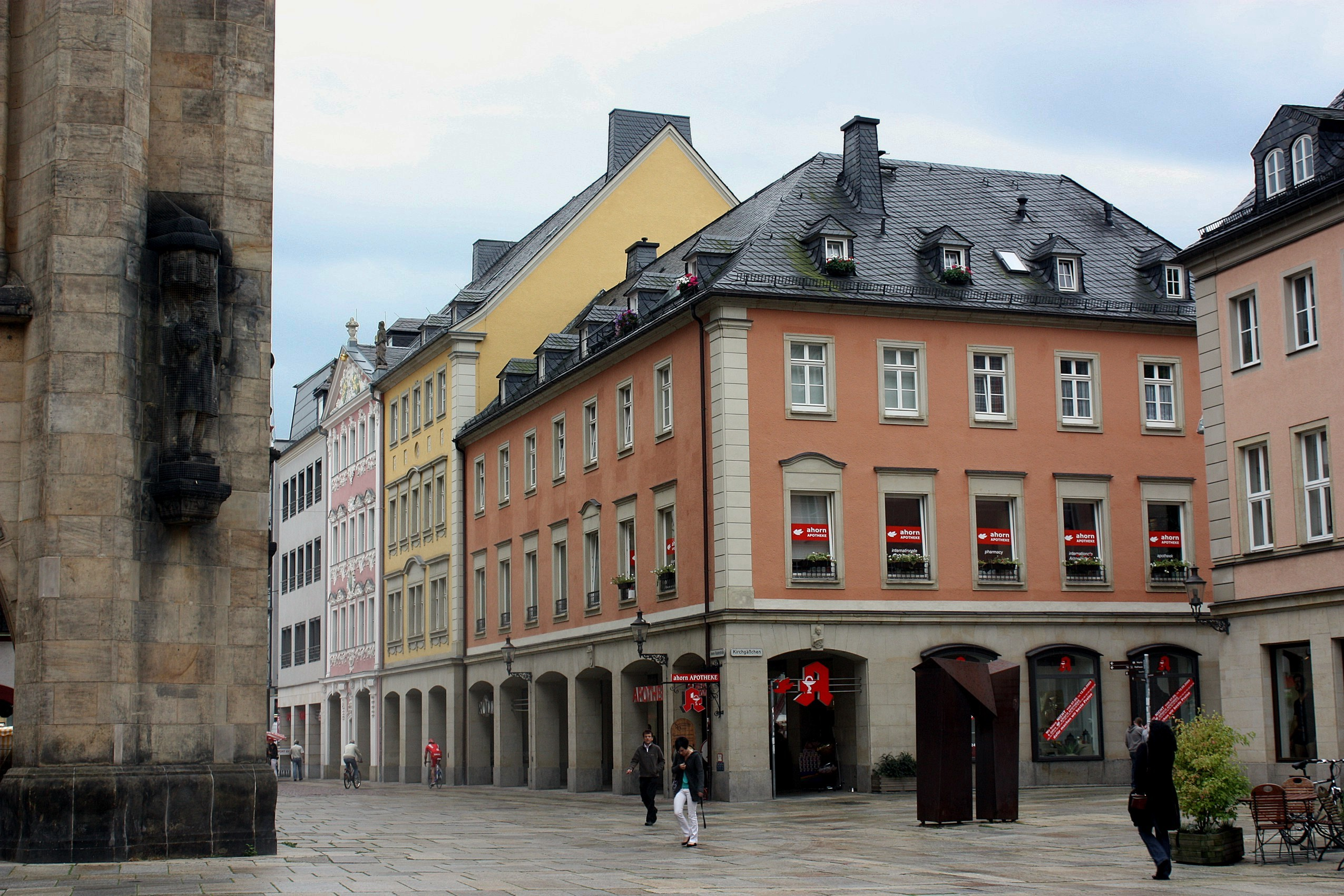
Kamienice przy Innere Klosterstraße, naprzeciw kościoła św. Jakuba.

- Akron, Stany Zjednoczone
- Arras, Francja
- Düsseldorf, Niemcy
- Lublana, Słowenia
- Łódź, Polska
- Manchester, Wielka Brytania
- Miluza, Francja
- Rabenstein an der Pielach, Austria (kontakty utrzymuje dzielnica Rabenstein)
- Schwanau, Niemcy (kontakty utrzymuje dzielnica Euba)
- Taiyuan, Chiny
- Tampere, Finlandia
- Timbuktu, Mali
- Uście nad Łabą, Czechy
- Wołgograd, Rosja

## Osoby

### urodzone w Chemnitz
- Philipp Dulichius – kompozytor
- Peter Härtling – pisarz
- Max Littmann – architekt
- Aleksander Mackiewicz – ekonomista
- Anja Mittag – piłkarka
- Irmtraud Morgner – pisarka
- Frank Rost – piłkarz
- Kati Winkler – łyżwiarka

### związane z miastem
- Erich Basarke – architekt
- Michael Ballack – były niemiecki piłkarz
- Ernest Wilimowski – polski i niemiecki piłkarz
- Katarina Witt – łyżwiarka figurowa